# Modalverb
Modalverb (zu modus „Art, Weise“; hier: „die Art der Aussage bezeichnend“) ist in der Sprachwissenschaft eine Bezeichnung für bestimmte Verben, die zum Ausdruck einer Modalität – im Sinne von Notwendigkeit oder Möglichkeit – dienen.
Im Deutschen werden gewöhnlich die sechs Verben dürfen, können, mögen, müssen, sollen und wollen als Modalverben aufgeführt (müssen, sollen, wollen bezeichnen Notwendigkeiten verschiedener Art und dürfen, können, mögen Möglichkeiten verschiedener Art). Es gibt aber tatsächlich noch weitere Wörter desselben Bedeutungstyps. In Grammatiken des Deutschen erscheinen Modalverben oft als eigene Unterart des Verbs neben Hilfsverben, Funktionsverben, Kopulaverben und Vollverben. Sie werden aber oft auch als modale Hilfsverben bezeichnet. Auch in der Grammatik des Englischen ist es gängig, Modalverben als Hilfsverben zu bezeichnen (modal auxiliaries). Es gibt jedoch auch Sprachen, in denen Modalverben nicht ohne weiteres von Vollverben unterschieden werden können.
Modalverben sind eine typische, aber nicht die einzige Methode, um Modalität auszudrücken; daneben gibt es auch viele Sprachen, die Modalität durch ein Affix (also z. B. eine Endung) an einem Vollverb bezeichnen. Ferner dienen andere Wortarten (z. B. Adverbien) oder syntaktische Konstruktionen zum Ausdruck von Modalität.

## Geschichte des BegriffsModalverb
Die Kategorie des „Modalverbs“ fehlte in der ursprünglichen griechisch-lateinischen Grammatiktradition. Mit dem Themengebiet der Modalverben setzten sich schon eine Reihe früher Grammatiker, etwa Johannes Clajus, Johannes Kromayer, Christian Gueintz, Johann Balthasar Antesperg, auseinander, insbesondere was die Frage der Zuordnung zum Tempus- oder Modusbegriff anbelangte. Zu Beginn des 19. Jahrhunderts gelangte der Modalverbbegriff endgültig in die deutsche Grammatikographie bzw. wurde dort häufiger beschrieben. Es war August Ferdinand Bernhardi (1801), der eine Zuordnung der deutschen Modalverben müssen, können, mögen und sollen sowie der Modi Indikativ, Konjunktiv, Optativ und Imperativ zu den Modalitätsmomenten Wirklichkeit, Zufälligkeit, Möglichkeit und Notwendigkeit festlegte.

## Modalverben im Deutschen

### Modalverben als grammatische Klasse im Deutschen
Die Modalverben des Deutschen treten in Verbindung mit einem Infinitiv ohne zu auf und zeigen als Gruppe auch eine Reihe von Eigentümlichkeiten in ihrer Formenbildung (Flexion). Modalverben sind im Präsens durch identische Formen der 1. und 3. Person Singular gekennzeichnet, wie es bei anderen Verben nur im Präteritum der Fall ist: ich soll – er soll wie ich kam – er kam. Auch das Verb wissen weist diese Besonderheit auf (ich weiß – er weiß), zählt aber nicht zu den Modalverben. Nach ihrer Bildungsart werden wissen und die Modalverben (außer wollen) unter der Bezeichnung Präteritopräsentia zusammengefasst.
Neben den „klassischen“ Modalverben dürfen, können, mögen, müssen, sollen und wollen gibt es weitere Verben bzw. Gebrauchsvarianten von Verben, die als Modalverben fungieren können. So wird das Verb brauchen im Zusammenspiel mit einer Verneinung als Modalverb verwendet; die Konstruktion bedeutet dann „nicht müssen“:
```
Er braucht nicht zu bezahlen.

Er braucht keine Hausaufgaben zu machen.
```

Brauchen stellt dann eine Ausnahme dar, weil es mit einem zu-Infinitiv erscheint (umgangssprachlich entfällt das zu allerdings auch). Auch das Hilfsverb werden hat neben seiner Funktion als Hilfsverb des Futurs modale Verwendungen:
```
Wenn er es sagt, wird es schon stimmen.
```

Daneben wird im Präsens die Konjugationsreihe des Konjunktivs II von mögen (möchte, möchtest usw.: Ich möchte eine Tasse Kaffee trinken) oft als selbständiges Modalverb, in der Bedeutung einer Abschwächung von wollen (Ich will eine Tasse Kaffee trinken), empfunden, analog zu dem Paar sollen (Du sollst den Chef anrufen) und müssen (Du musst sofort den Chef anrufen). Vielen Deutsch-Sprechenden ist nicht bewusst, dass möchte und mag sich morphologisch ebenso entsprechen wie könnte und kann. Der feststellbare Abstand zwischen den Standardbedeutungen von möchte (wünsche zu tun, wünsche zu haben) und mag (schätze, finde sympathisch, esse gerne) sowie die relative Häufigkeit von möchte bei relativ seltenem Vorkommen von mag in der gesprochenen Sprache verdunkeln die Verwandtschaft dieser Formen, anders als bei könnte (kann vielleicht) und kann (kann tatsächlich).
Modalverben werden häufig mit der Wirkung einer Aufforderung oder eines Verbots verwendet (Du sollst das tun! Du darfst das nicht tun!); ihnen selbst fehlen explizite Imperativformen.
Modalverben werden in der deutschen Grammatik aufgrund ihrer verschiedenen Besonderheiten als eigenständige Gruppe geführt, aber oft auch als modale Hilfsverben oder Hilfsverben des Modus bezeichnet. In älteren Beschreibungen wurde manchmal auch noch das Verb lassen zur Gruppe der Modalverben gerechnet; dieses bezeichnet jedoch keine Modalität, nur sein syntaktisches Verhalten ähnelt dem von Modalverben.

### Besonderheiten in der Syntax der deutschen Modalverben
Das eigentlich zusammen mit einem Modalverb erwartete Hauptverb kann im Deutschen in einigen Fällen wegfallen (insbesondere ein Verb der Bewegung mit Zielangabe, wie gehen, fahren, reisen, …), so dass das Modalverb allein das Prädikat des Satzes bildet und ein auf das nicht genannte Hauptverb bezogenes Adverbial oder Objekt als zu dem Modalverb gehörend erscheint:
```
Ich will nach Hause [gehen]. Du musst in die Schule [gehen]. Er kann kein Latein [sprechen 
oder
 verstehen].
```

Das infinite Verb kann ferner durch ein Pronomen (es, das) ersetzt werden. Das Modalverb erscheint dann formal wie ein transitives Vollverb, dessen direktes Objekt das Pronomen ist:
```
Ich will es. Das darfst du nicht. Er hat es nicht gekonnt.
```

Die Verben wollen und mögen (vor allem im Konjunktiv II) können auch mit einem Objektsatz verwendet werden:
```
Sie wollte, dass die Diskussion beendet wird. Ich möchte, dass du kommst.
```

Auch hier verhalten sich wollen und mögen wie reine Vollverben. Das Subjekt des Nebensatzes ist dabei in der Regel ein anderes als das des Hauptsatzes.
In Verbindung mit einem Infinitiv bildet das Modalverb zusammen mit diesem ein zusammengesetztes Prädikat (Modalverben erlauben also keine inkohärente Konstruktion).
Die deutschen Modalverben zeigen zwei verschiedene Formen in Perfekt-Konstruktionen: Als Hauptverb des Satzes bilden Modalverben das „normale“ Partizip Perfekt mit ge- + Verbstamm + -t („Er hat es nicht anders gewollt“). In Verbindung mit einem Infinitiv tritt im Perfekt und im Plusquamperfekt hingegen der sogenannte Ersatzinfinitiv auf: „Ich hatte ihn nicht sehen können“. (In manchen Dialekten des Deutschen erscheint hingegen auch hier die Partizipialform.)
Im Deutschen können Modalverben auch miteinander kombiniert werden, was in anderen Sprachen weniger leicht möglich ist: „Ich möchte dich sehen dürfen.“

### Zur Umgestaltung der Flexion der Modalverben
Auch historisch unterscheiden sich Modalverben hinsichtlich ihrer Flexion von den anderen Verben. Auffällig ist die Form der 2. Person Singular Indikativ Präsens: Sie lautete bei den Modalverben dürfen, sollen und wollen noch in frühneuhochdeutscher Zeit auf -t; also: du darft, du sollt und du wilt. Mit Beginn des 15. Jahrhunderts setzt bei diesen drei Verben ein Wandel ein, indem -t nach dem Vorbild der anderen Verben allmählich durch -st ersetzt wurde, so dass wir heute nur noch du darfst, du sollst und du willst kennen. Solche Prozesse sind allgemein als Analogie bekannt. Auffällig ist nun aber, dass dieser Prozess bei Verben der gleichen Klasse (hier: der Modalverben) mit sehr unterschiedlicher Geschwindigkeit abläuft: Er ist beim Verb dürfen bereits um 1530 abgeschlossen; bei wollen und sollen sind die alten Formen dagegen noch bis ins 19. Jahrhunderts zu beobachten und im Fall von wollen bis heute in einigen Dialekten erhalten. Der zeitliche Ablauf dieses Sprachwandels erfolgt gemäß dem Piotrowski-Gesetz.

## Modalverben in anderen germanischen Sprachen
Die folgende Liste führt die historischen Entsprechungen der Modalverben in verschiedenen germanischen Sprachen auf. Trotz gleicher Konstruktion und ähnlicher Funktion decken sich ihre Bedeutungen in den verschiedenen Sprachen nicht mehr vollständig.
| Neuenglisch | Neuhochdeutsch | Neuniederländisch | Neuisländisch | Norwegisch, Dänisch    |
| ----------- | -------------- | ----------------- | ------------- | ---------------------- |
| can         | können, kann   | kunnen, kan       | kunna, kann   | kunne, kan             |
| shall       | sollen, soll   | zullen, zal       | skulu, skal   | skulle, skal           |
| will        | wollen, will   | willen, wil       | vilja, vill   | ville, vil             |
| must        | müssen, muss   | moeten, moet      | –             | måtte, må              |
| may         | mögen, mag     | mogen, mag        | mega, má      | –                      |
| – († tharf) | dürfen, darf   | durven, durf      | þurfa, þarf   | turve (nur Norwegisch) |

## Modalverben in den romanischen Sprachen
In den romanischen Sprachen, so im Spanischen, werden neben den Modalverben und ihren lexikalischen Äquivalenten häufiger entsprechende Modi, wie etwa die des Subjunktivs, genutzt.